# 警隊博物館
警隊博物館（英語：Police Museum），原為灣仔峽警署（英語：Wan Chai Gap Police Station），是一個以香港警察歷史為主題的博物館，由香港警務處管理，位於香港香港島灣仔區山頂區甘道27號，1988年11月25日正式對外開放。面積約570平方米，展品數目約1300餘件。

## 歷史
1960年代初期，警務處高級助理處長韋磊夫等高級警官開始研究收集香港警察歷史的方法，提出成立警隊博物館的構想。警察歷史紀錄委員會遂於1964年7月成立，負責落實籌建博物館的計畫，並且展開文物蒐集工作，惟一直未能夠覓得地址興建，直至香港警察總部於1976年完成擴建工程，闢出50平方米作為臨時館址。隨著館藏增加令到空間不足，博物館於1982年遷往灣仔大生商業大廈:62。
1984年，香港政府批准重新維修於1939年落成的前灣仔峽警署，作為警隊博物館的新館址。以公帑及私人捐款共160萬港元的修復工程，於1987年至1988年進行，於1988年11月25日正式對外開放，由時任警務處副處長（管理）白立本揭幕:62-71。

### 翻新
隨著館藏文物不斷增加，而館內設施老化及展覽模式過時，警隊博物館在2021年5月31日起關閉，並展開活化計劃，並自2022年9月15日起再度開放。警隊博物館翻新後新增以清明上河圖為藍本設計的「警隊百年歷史圖」，全長8米，以便更好地展現警隊歷史，並描述了1966年天星小輪加價暴動、1997年回歸、2003年SARS疫情、2005年反世貿、2012年南丫海難、2014年佔中、2016年旺角骚乱、2019年反修例等內容。活化後博物館設有四個展覽廳：歷史展覽廳、專題展覽廳、嚴重罪案展覽廳及三合會展覽廳，同時設有一個多用途活動室。其中歷史展覽廳內加設一幅「警隊懷緬．祥」，紀念過去因公殉職的警務人員；專題展覽廳特設「國家安全暨慶祝香港回歸25周年專題展覽」，以「國家安全　由我做起」為主題，提升市民對國家安全的認識，並設有「國安摩天輪」，而摩天輪象徵幸福，意味著只有國家安全才有幸福；嚴重罪案展覽廳，以短片展示過往多宗轟動案件的破案精華。同時亦增添了科技互動和有趣的元素，比如推出「虛擬警服自拍亭」、多媒體互動遊戲「齊來做偵探」、擴張實境打卡位「AR警點」、360都沉浸式VR體驗「虛擬警界」等，以助到訪市民和遊客更加認識香港警隊歷史發展及日常工作。活化計劃能更好地保存警隊歷史文物，並推動相關的歷史研究。
活化後的警隊博物館把戶內戶外展區連接起來，增加了樓梯繪畫和街頭壁畫等時尚元素，並增設了一些可供拍照的「打卡」位。博物館利用不同的科技為展覽増加互動元素，部分展品增配了視頻及數碼相片；一些特色展品增加了語音導賞功能，讓訪客可以進一步了解展品背後的故事。警隊博物館公眾網頁亦以煥然一新的面貌，為市民提供更多資訊。為配合新館開放，警察學院招募了一些熱心的退休警務及文職人員擔任義務導賞員，務求讓訪客參觀時得到更精彩的體驗。不過，翻新後的警隊博物館不會再展示六七暴動期間反共宣傳內容，而暴動平息後警隊獲得英女王頒授「皇家」頭銜的憲報亦不再展出。

## 展品

### 重點展品
- 上水之虎標本－於1915年被新界區指揮官當奴‧弼靈誠在龍躍頭擊斃的虎頭標本，曾經於舊香港大會堂及中區警署展示[2]:76。
- 威廉·堅偉藏品──警隊創辦人，藏品包括4杖勳章、一把馬德拉斯配劍、一塊以香港商民名義贈送的銀製牌匾及一幅水彩畫，由博物館於2004年透過英國一家拍賣行投得[2]:79-80。
- 三合會祭壇、禮袍及武器[2]:81（因屬敏感內容而禁止拍攝）。
- 勃倫式機槍──原為水警輪一號的槍械，於1949年被中國遊擊隊掠走，並且曾經參與韓戰，其後被英國軍隊繳獲運回香港，於1957年被英國軍隊維修時發現，繳還予香港警隊[2]:75。
- 爆炸品處理組拆彈專家制服及拆彈機械人[2]:74。
- 1960年代凱旋牌帶邊斗的警察電單車[2]:71。
- 1990年由水警總區截獲的越南船民柳條船[2]:68。
- 舊式海洛英製毒工場──於1980年代搗破海洛英製毒工場復原，包括毒品原材料、器皿、爐具及包裝工具（因屬敏感內容而禁止拍攝）。
- 警隊護送組使用的本田CBX750P及寶馬R850RT-P警用電單車[19]。

### 戶外展品

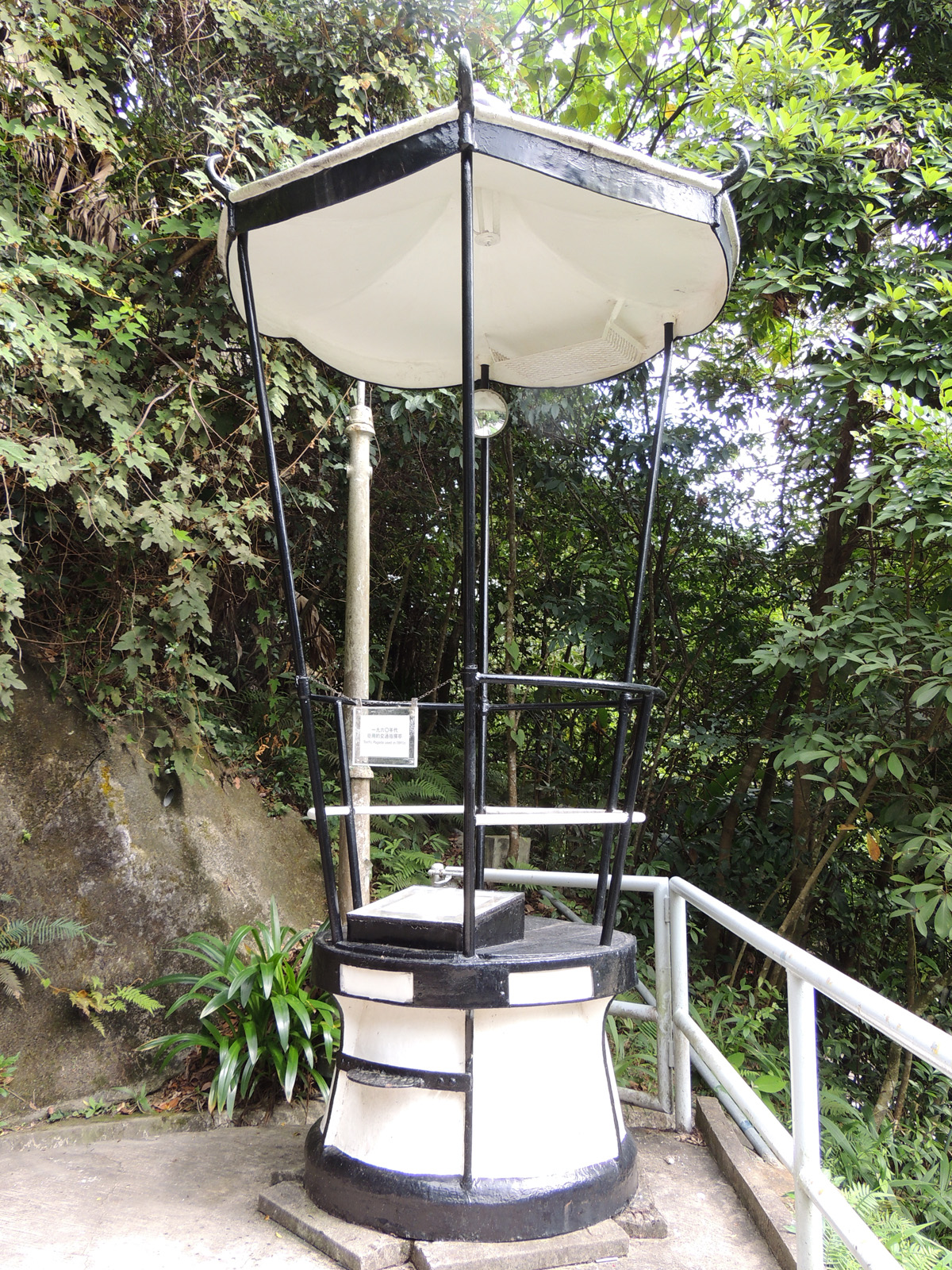
大埔野戰炮──於1896年铸成，曾經放置在舊大埔警署[2]:67。
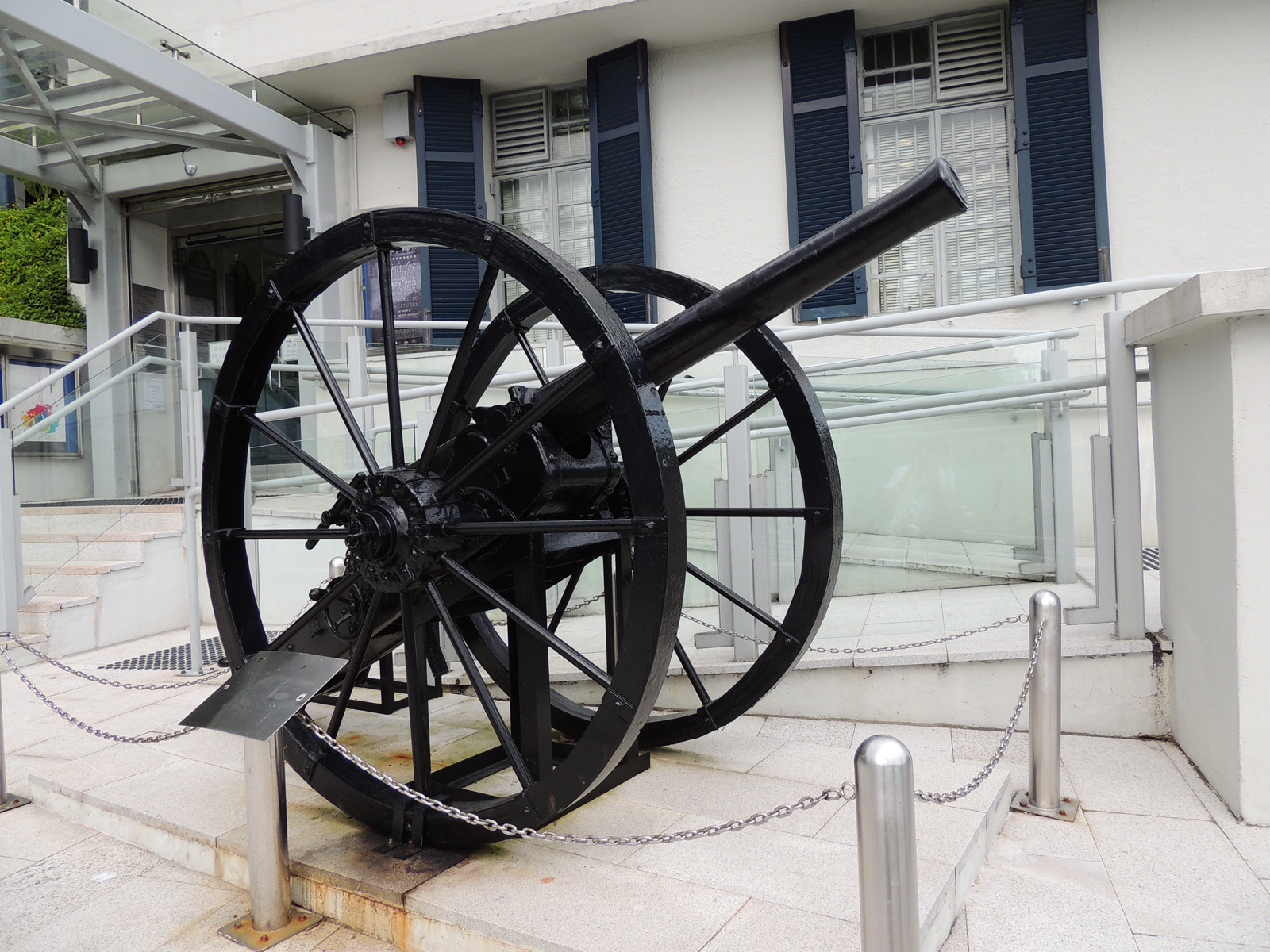
警察直線電話箱
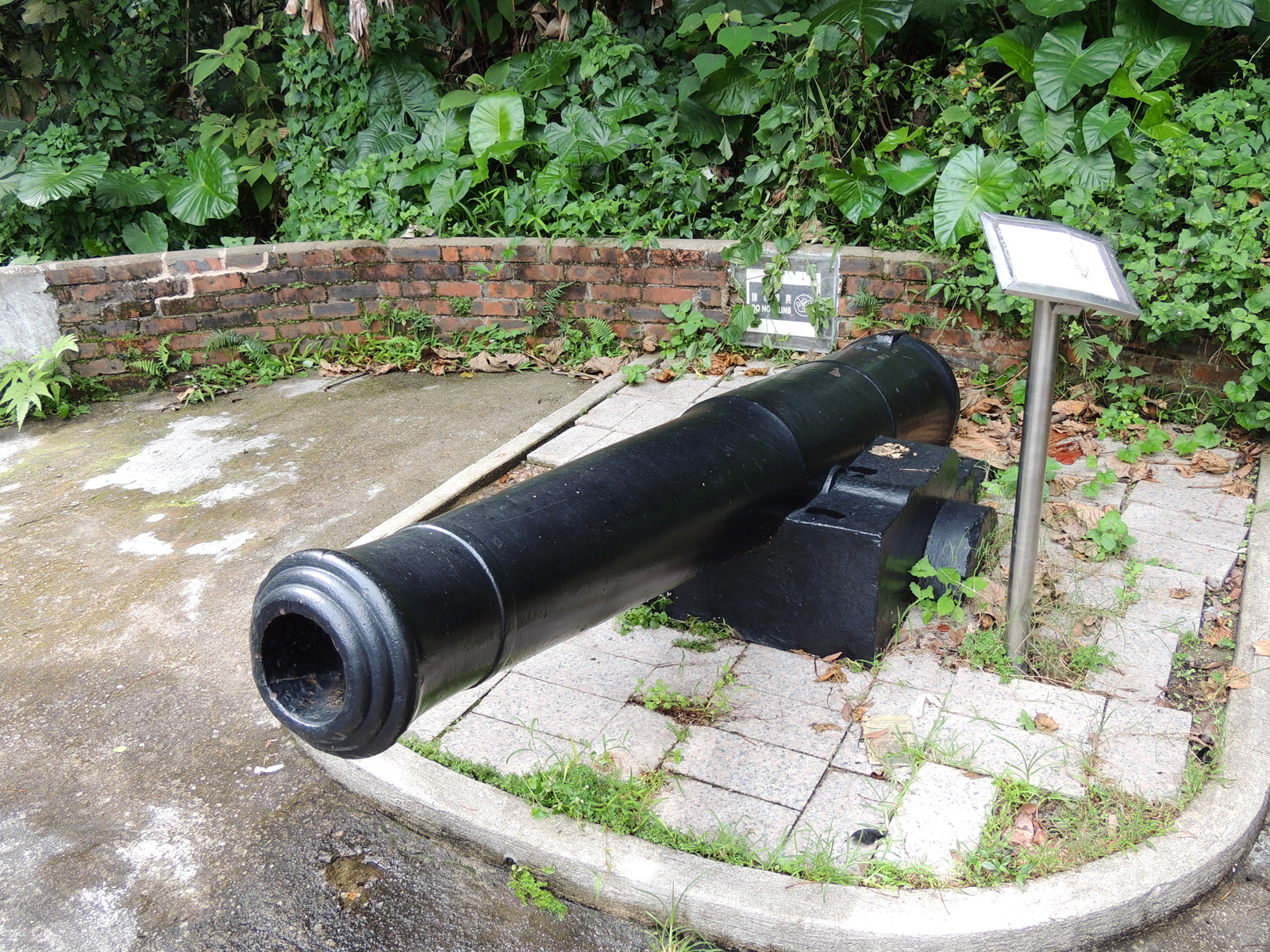
交通指揮亭
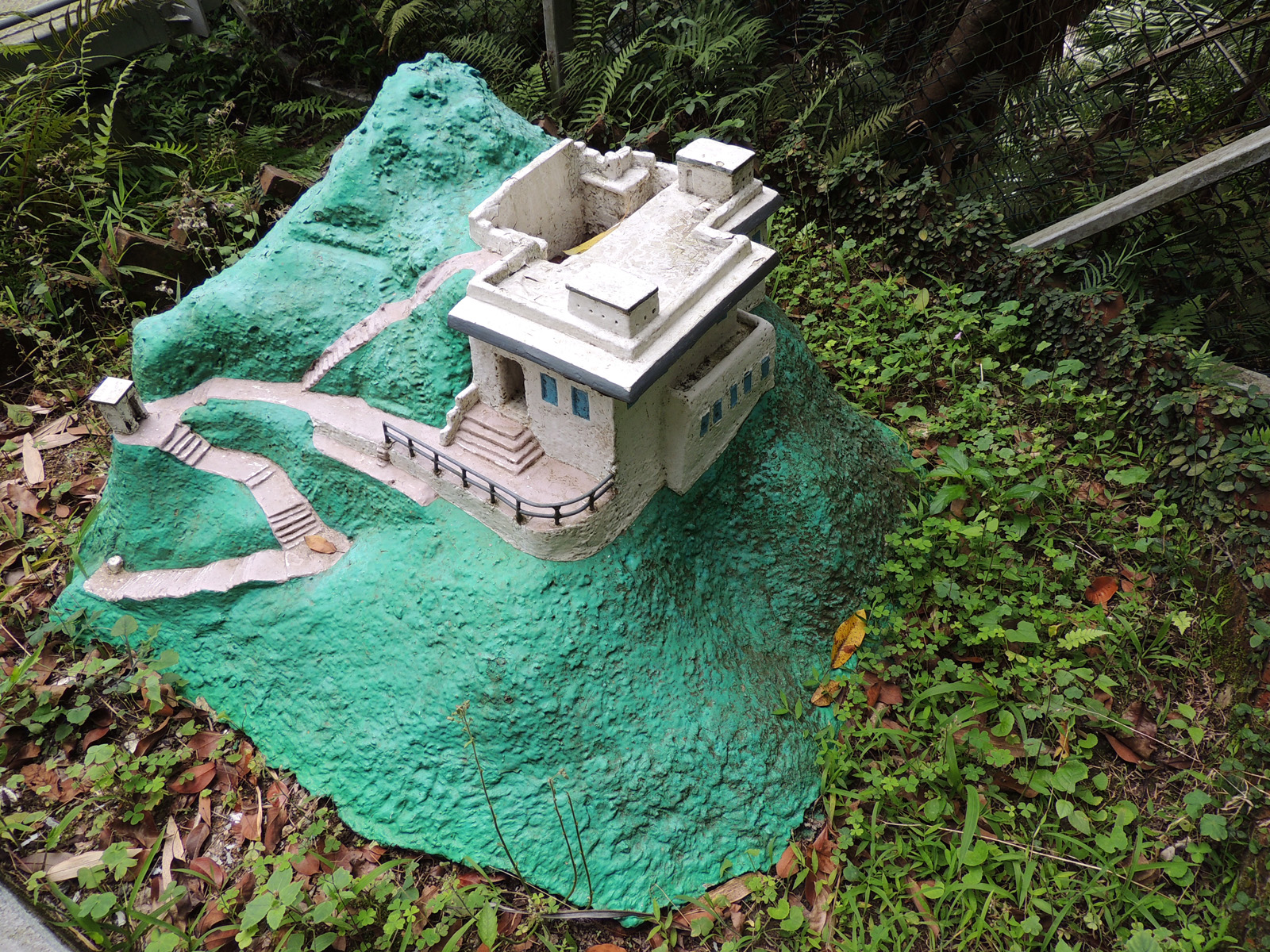
18磅重炮彈火炮
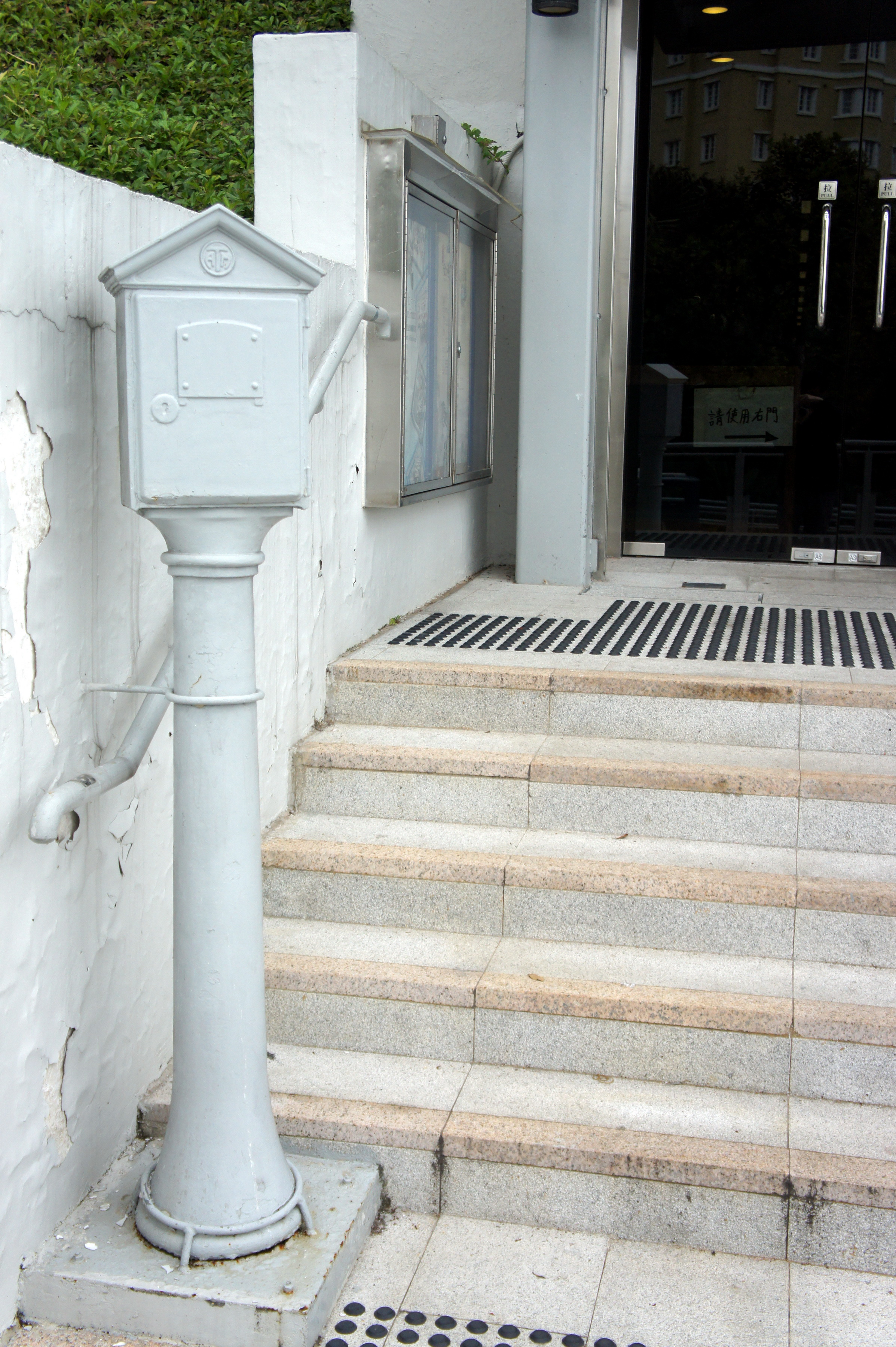
舊灣仔峽警署模型

- 交通指揮亭
- 大埔野戰炮
- 18磅重炮彈火炮
- 舊灣仔峽警署模型
- 警察直線電話箱

## 外部連結
- 警隊博物館（页面存档备份，存于）
- 警隊博物館館長與內地同行交流（页面存档备份，存于）